# Live Anywhere
Live Anywhere ist eine von Microsoft gestartete Initiative zur Vernetzung von Windows, der Xbox 360 und des Microsoft MP3-Players Zune.

## Geschichte
Live Anywhere wurde im November 1999 auf der Messe E3 als zukünftiger Bestandteil des Betriebssystems Windows Vista von Bill Gates vorgestellt.
Im Mai 2006 wurde es auf der E3 als Bindeglied zwischen Xbox 360, Mobiltelefon und PC präsentiert.
Die Live-Anywhere-Technologie wurde mit der Veröffentlichung von Windows Vista am 30. Januar 2007 eingeführt und von Shadowrun erstmals unterstützt.

## Erfolg und Misserfolg
Mittlerweile kann die Initiative als gescheitert angesehen werden, da die von Microsoft angepriesenen Features, wie ein plattformübergreifender Multiplayer in Halo 2, nicht umgesetzt wurden, nur eine Hand von Spielen Live Anywhere unterstützen und Microsoft den Begriff selbst auch nicht mehr verwendet.
Insgesamt bieten nur folgende Xbox-360-Titel einen plattformübergreifenden Multiplayer mit Live Anywhere an:
- Shadowrun[8] (2007)
- Universe at War – mit Patch #2[9] (2007)
- Lost Planet: Extreme Condition – Colonies Edition[10] (2008)
- BlazBlue: Calamity Trigger[11] (2010)

Auch wenn der als Haupt-Feature beworbene plattformübergreifende Multiplayer kaum genutzt wurde, wurde die eigentliche Idee hinter Live Anywhere, nämlich die Vernetzung von PC und Xbox 360, doch größtenteils umgesetzt.
So gibt es mit Games for Windows Live ein Windows-Pendant zu Xbox Live, wobei beide Plattformen sich die Accounts teilen, d. h. ein Xbox-Live-Account ist auch ein Games-for-Windows-Live-Account. Dazu kommen noch plattformübergreifende Freundeslisten, Chats und Achievements. Außerdem benutzen beide Plattformen Microsoft Points als Zahlungsmittel für Spielinhalte.